# Емельянов, Александр Осипович
Александр Осипович Емельянов (1905—1953) — советский государственный и политический деятель, председатель Сахалинского областного исполнительного комитета.

## Биография
Родился в 1905 году младшим из 7 детей в крестьянском семье, в деревне Никольской Медушской волости Петергофского уезда (ныне — Ломоносовского района Ленинградской области). Отец умер в 1908 году. Окончил сельскую начальную школу в 1919 году и в 1921 стал секретарём Медушского сельсовета. В 1924 году вступил в комсомол, в 1924—1926 гг. член правления Медушского сельскохозяйственного товарищества. В 1926 году работал налоговым инспектором Медушского волостного исполнительного комитета, затем на волостном съезде Советов избран членом Гостилицкого волостного исполкома Ленинградской области, в котором работал в качестве члена исполкома и заведовал финансовой частью. Партийной организацией направлен в кооперацию, в 1927 году избран председателем Гостилицкого общества потребителей. За 2 года под его руководством этот кооператив стал одним лучших в области. В 1929 году вступил в ВКП(б) и на районном съезде Советов Ораниенбаумского района избран членом райсовета, где заведовал районным финансовым отделом и работал заместителем председателя райисполкома. В период с 1930 по 1932 год заведующий Будогощенским районным финансовым отделом, затем 2 года работал старшим инспектором Ленинградского областного финансового отдела. В 1934—1936 на учёбе в Московском кредитно-экономическом институте Наркомфина СССР, по окончании которого в числе 500 направлен на Дальний Восток.
До октября 1937 года возглавлял Александровский городской финансовый отдел, после чего выдвинут на должность заведующего Сахалинским областным финансовым отделом. В 1939 году избран депутатом областного Совета и членом исполкома. С 1944 года на должности первого заместителя председателя Сахалинского облисполкома. Осенью 1945 года переехал на Южный Сахалин, где сначала работал заместителем начальника Гражданского управления Южного Сахалина при Военном Совете II Дальневосточного фронта, а в апреле 1947 года избран первым заместителем председателя Сахалинского облисполкома. 1 марта 1949 года на 4-й сессии Сахалинского областного Совета депутатов трудящихся по предложению Д. Н. Мельника избран председателем Исполнительного комитета Сахалинского областного Совета (с декабря 1948 года исполнял обязанности). В марте 1950 года избран депутатом Верховного Совета СССР 3-го созыва (от Холмского избирательного округа № 280). Делегат XIX съезда КПСС от Сахалинской областной партийной организации.
Умер в ночь на 24 июня 1953 года. Похоронен 26 июня 1953 года в Южно-Сахалинске.